# Diócesis de Ragusa
La diócesis de Ragusa (en latín: Dioecesis Ragusiensis y en italiano: Diocesi di Ragusa) es una circunscripción eclesiástica de la Iglesia católica en Italia. Se trata de una diócesis latina, sufragánea de la arquidiócesis de Siracusa. Desde el 8 de mayo de 2021 su obispo es Giuseppe La Placa.

## Territorio y organización

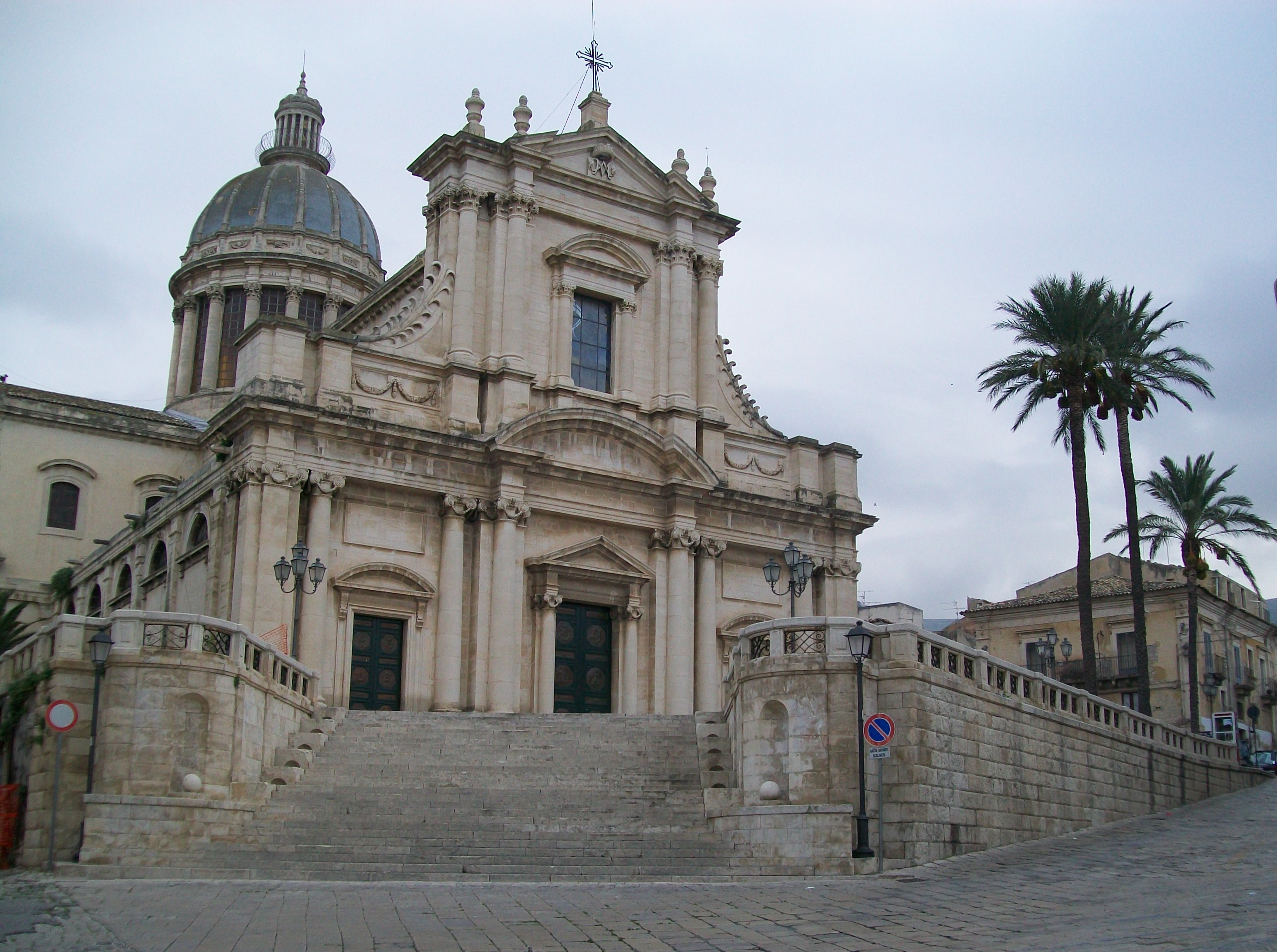
Basílica de María Santísima Anunciada, en Comiso

La diócesis tiene 1029 km² y extiende su jurisdicción sobre los fieles católicos de rito latino residentes en parte de la región de Sicilia, comprendiendo 8 comunas en el consorcio comunal libre de Ragusa: Ragusa, Acate, Chiaramonte Gulfi, Comiso, Giarratana, Monterosso Almo, Santa Croce Camerina y Vittoria. 

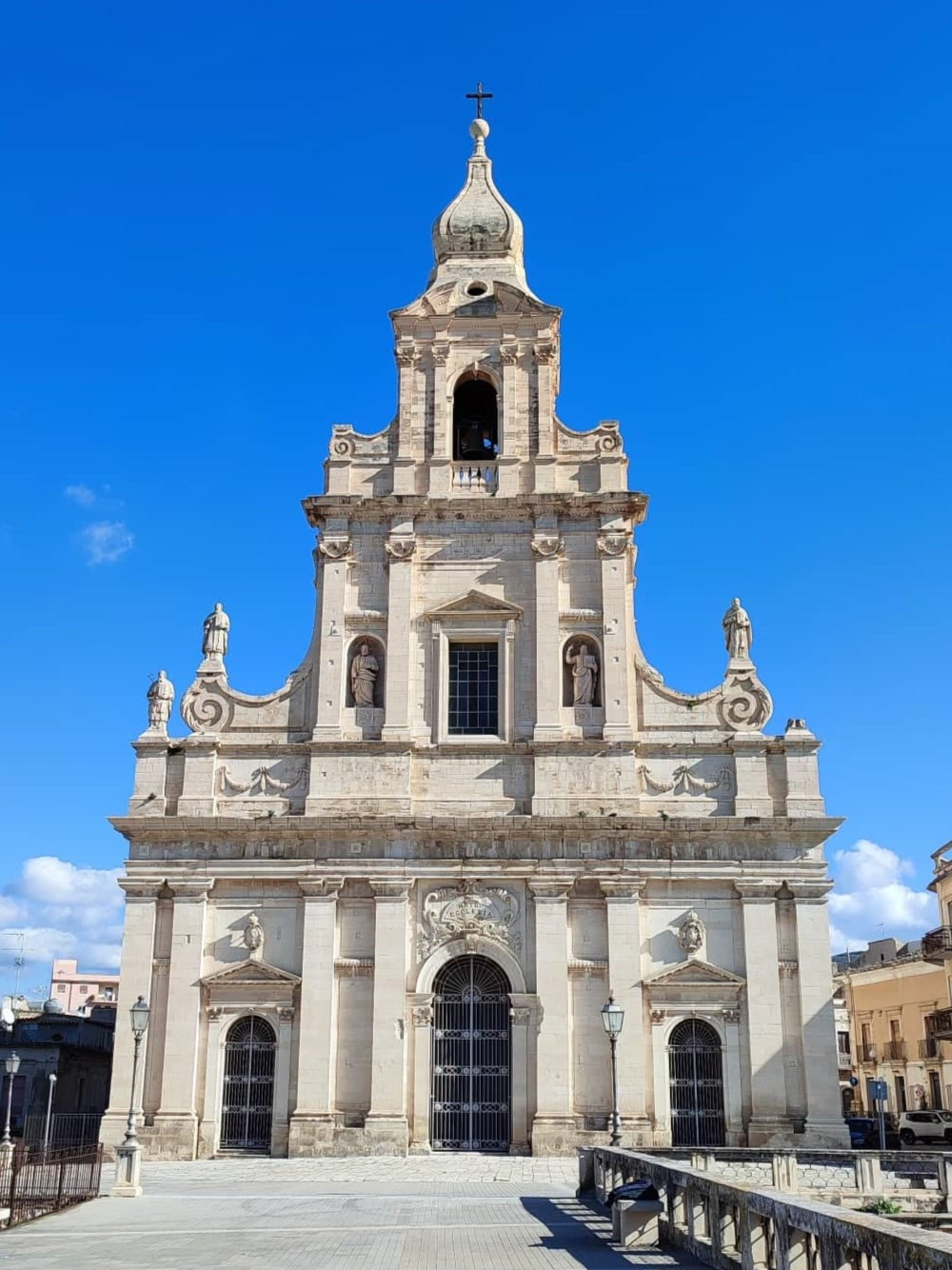
Basílica de Santa María de las Estrellas, en Comiso

Confina con las diócesis de Piazza Armerina, Caltagirone, Noto y con la arquidiócesis de Siracusa.

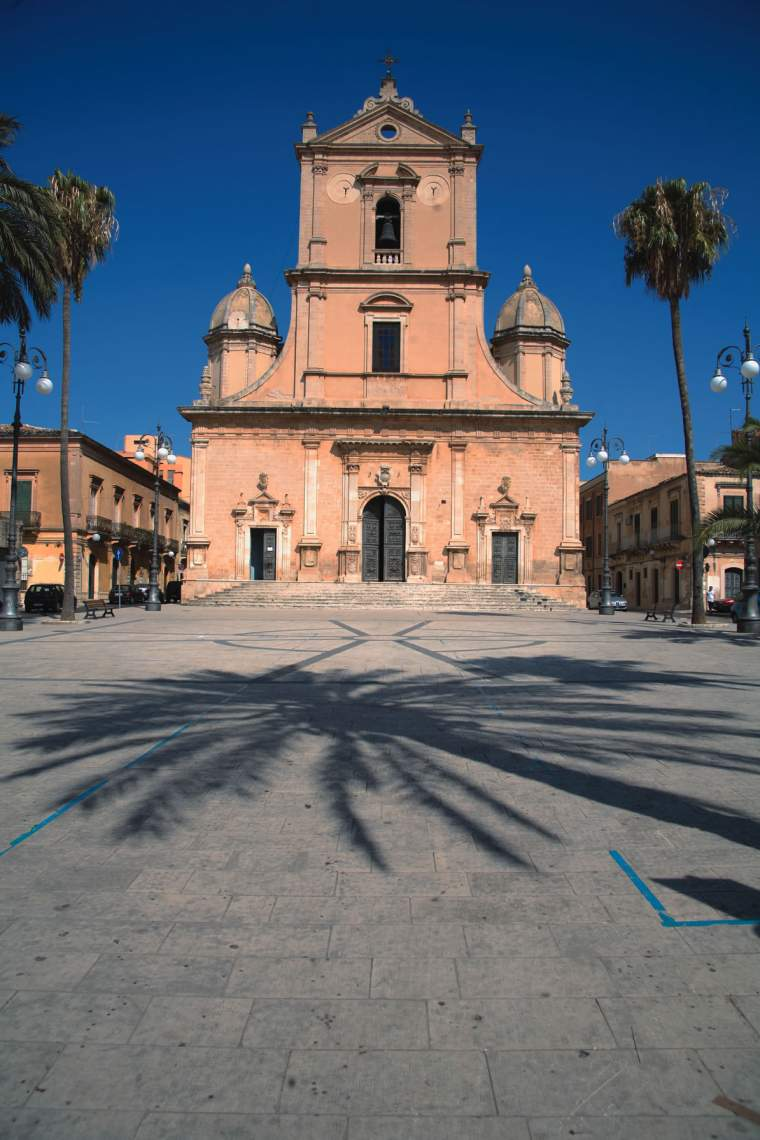
Basílica de San Juan Bautista, en Vittoria

La sede de la diócesis se encuentra en la ciudad de Ragusa, en donde se halla la Catedral de San Juan Bautista y la colegiata de San Jorge. En el territorio hay 5 basílicas menores: las de María Santísima Anunciada y Santa María de las Estrellas, ambas en Comiso; la de San Juan Bautista, en Vittoria; la de Santa María la Nueva, en Chiaramonte Gulfi; y la de San Juan Bautista, en Monterosso Almo. Centros particulares de devoción popular son los santuarios de la Madonna di Gulfi (interdiocesano) en la comuna de Chiaramonte Gulfi, de la Madonna del Carmine, en Ragusa, y de San Francesco d'Assisi all'Immacolata, en Comiso.

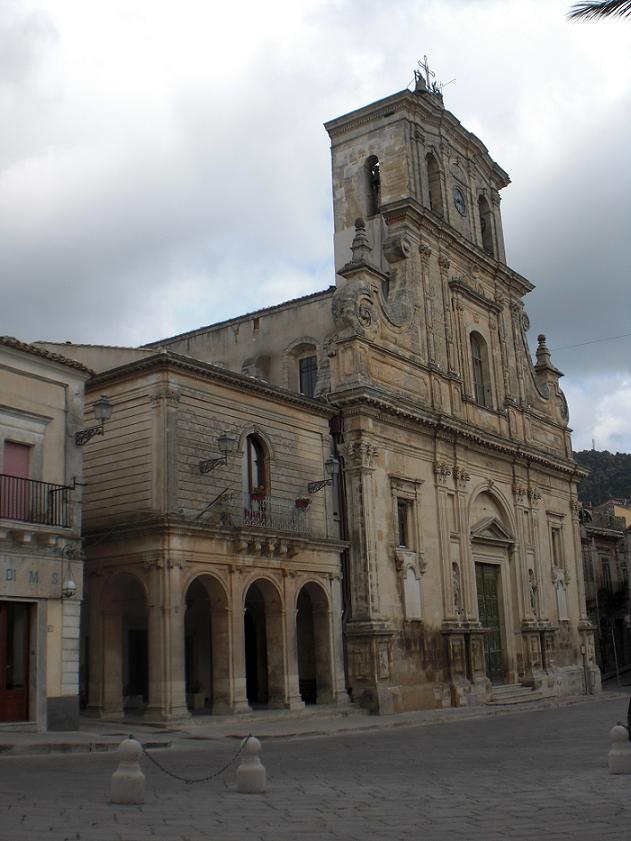
Basílica de Santa María la Nueva, en Chiaramonte Gulfi

En 2022 en la diócesis existían 71 parroquias agrupadas en 4 vicariatos.

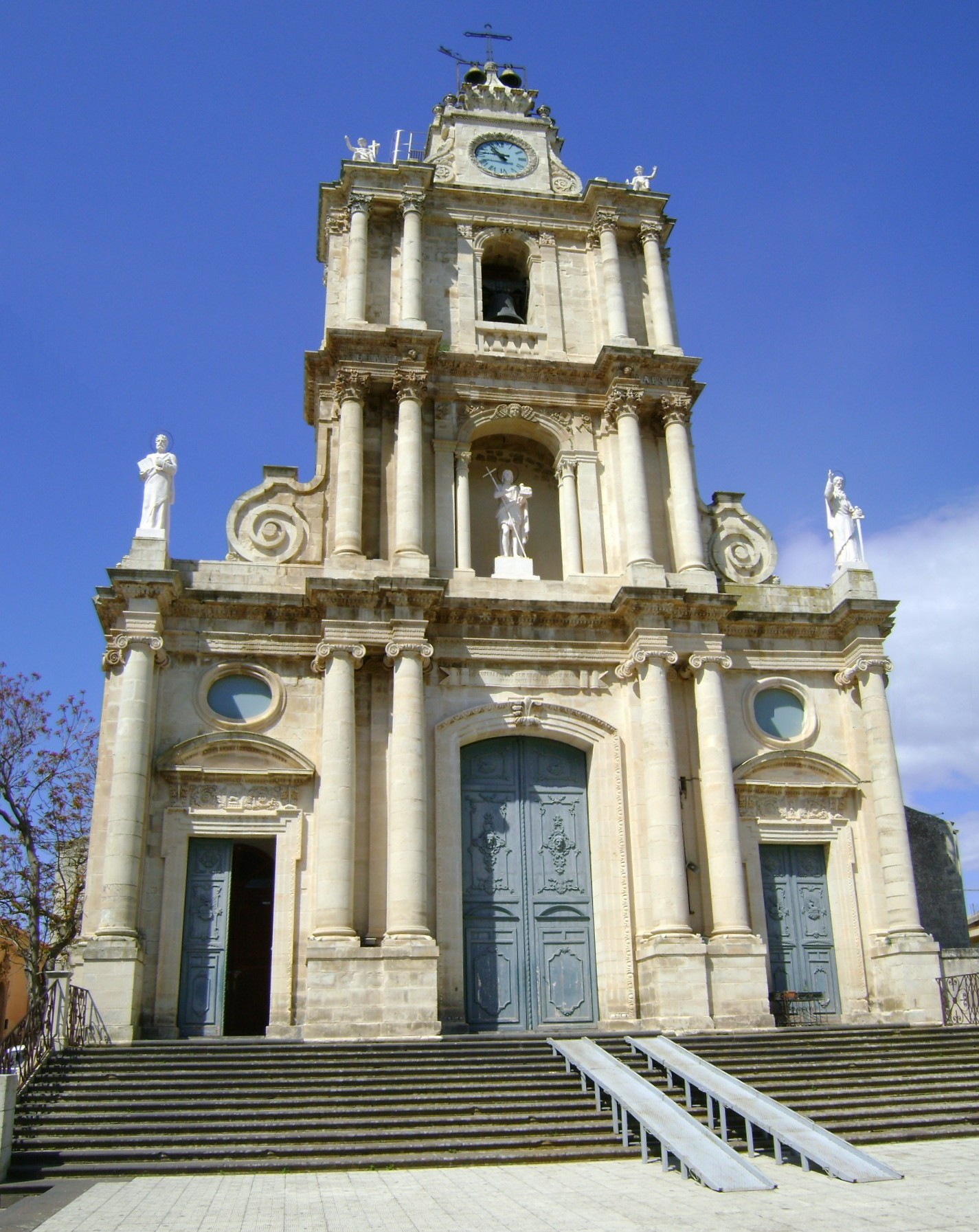
Basílica de San Juan Bautista, en Monterosso Almo

## Historia
La diócesis fue erigida el 6 de mayo de 1950 mediante la bula Ad dominicum gregem del papa Pío XII, tomando la mayor parte de su territorio de la arquidiócesis de Siracusa. La comuna de Giarratana fue agregada el 11 de julio siguiente, separándolo de la diócesis de Noto. Al mismo tiempo se unió como aeque principaliter a la arquidiócesis de Siracusa, de la que era sufragánea. La bula preveía también el nombramiento de un obispo auxiliar con residencia en Ragusa.
Esta erección dio cuerpo a un antiguo deseo del clero y del pueblo de Ragusa. El palacio para la curia episcopal (un valioso edificio del siglo XVIII) fue donado por los marqueses Schininà de Sant'Elia. El 9 de septiembre de 1950, el arzobispo Ettore Baranzini tomó posesión oficialmente de la nueva diócesis en la Catedral de San Juan Bautista, en presencia del cardenal Ernesto Ruffini, arzobispo de Palermo, como legado papal. El 11 de julio anterior había sido nombrado obispo auxiliar Francesco Pennisi, que era rector del seminario arzobispal de Catania.
El 10 de noviembre de 1951 se erigió el cabildo catedralicio mediante la bula Ex antiqua Ecclesiae, mientras que en 1952 se inauguró el seminario diocesano.
El 16 de noviembre de 1954, por decreto de la Congregación Consistorial, el distrito de San Giacomo fue separado de la diócesis de Noto y agregado a la sede de Ragusa.
El 1 de octubre de 1955, con la bula Quamquam est christianae del papa Pío XII, la diócesis de Ragusa fue separada de la arquidiócesis de Siracusa y el mismo día Francesco Pennisi fue nombrado primer obispo de la diócesis autónoma.

## Estadísticas
Según el Anuario Pontificio 2023 la diócesis tenía a fines de 2022 un total de 216 874 fieles bautizados.
| Año                                                                             | Población            | Población | Población      | Sacerdotes | Sacerdotes    | Sacerdotes    | Bautizados por sacerdote | Diáconos permanentes | Religiosos | Religiosos | Parroquias |
| Año                                                                             | Bautizados católicos | Total     | % de católicos | Total      | Clero secular | Clero regular | Bautizados por sacerdote | Diáconos permanentes | Varones    | Mujeres    | Parroquias |
| ------------------------------------------------------------------------------- | -------------------- | --------- | -------------- | ---------- | ------------- | ------------- | ------------------------ | -------------------- | ---------- | ---------- | ---------- |
| 1969                                                                            | 161 218              | 163 918   | 98.4           | 143        | 98            | 45            | 1127                     |                      | 49         | 340        | 44         |
| 1980                                                                            | 176 300              | 180 000   | 97.9           | 132        | 91            | 41            | 1335                     |                      | 48         | 371        | 56         |
| 1990                                                                            | 171 000              | 190 000   | 90.0           | 11         | 2             | 9             | 15 545                   | 1                    | 13         | 295        | 71         |
| 1999                                                                            | 165 000              | 180 000   | 91.7           | 104        | 95            | 9             | 1586                     | 7                    | 11         | 257        | 71         |
| 2000                                                                            | 165 000              | 180 000   | 91.7           | 109        | 100           | 9             | 1513                     | 8                    | 11         | 257        | 71         |
| 2001                                                                            | 165 000              | 180 000   | 91.7           | 108        | 99            | 9             | 1527                     | 8                    | 15         | 257        | 71         |
| 2002                                                                            | 165 000              | 180 000   | 91.7           | 112        | 103           | 9             | 1473                     | 8                    | 11         | 257        | 71         |
| 2003                                                                            | 184 839              | 191 000   | 96.8           | 135        | 106           | 29            | 1369                     | 8                    | 37         | 256        | 71         |
| 2004                                                                            | 188 953              | 196 069   | 96.4           | 133        | 102           | 31            | 1420                     | 8                    | 35         | 248        | 71         |
| 2010                                                                            | 210 689              | 220 693   | 96.5           | 131        | 99            | 32            | 1608                     | 8                    | 45         | 236        | 71         |
| 2014                                                                            | 214 913              | 222 756   | 96.5           | 129        | 102           | 27            | 1665                     | 8                    | 45         | 208        | 71         |
| 2017                                                                            | 216 564              | 223 194   | 97.0           | 118        | 98            | 20            | 1835                     | 9                    | 29         | 223        | 71         |
| 2020                                                                            | 216 972              | 223 917   | 96.9           | 116        | 95            | 21            | 1870                     | 9                    | 27         | 216        | 71         |
| 2022                                                                            | 216 874              | 223 852   | 96.9           | 112        | 92            | 20            | 1936                     | 6                    | 27         | 218        | 71         |
| Fuente: Catholic-Hierarchy, que a su vez toma los datos del Anuario Pontificio. |                      |           |                |            |               |               |                          |                      |            |            |            |

### Vida consagrada
Entre las diversas sociedades o institutos que desarrollan su labor carismática en Ragusa se encuentran: las Hermanas del Sagrado Corazón de Ragusa, la Fraternidad de Nazaret, la Pía Sociedad de San Francisco de Sales (salesianos), las Hijas de San José de Genoni, la Orden de los Hermanos Menores Conventuales (franciscanos conventuales), las Hermanas Siervas de los Pobres (Bocconistas), las Misioneras de la Caridad, entre otras.

## Episcopologio
- Ettore Baranzini † (6 de mayo de 1950-1 de octubre de 1955 renunció)[11]
- Francesco Pennisi † (1 de octubre de 1955-2 de febrero de 1974 retirado)
- Angelo Rizzo † (2 de febrero de 1974-16 de febrero de 2002 retirado)
- Paolo Urso (16 de febrero de 2002-7 de octubre de 2015 retirado)
- Carmelo Cuttitta (7 de octubre de 2015-28 de diciembre de 2020 renunció)
- Giuseppe La Placa, desde el 8 de mayo de 2021